# Wengang (köpinghuvudort i Kina, Jiangxi Sheng, lat 28,29, long 116,11)
Wengang är en köpinghuvudort i Kina. Den ligger i provinsen Jiangxi, i den sydöstra delen av landet, omkring 49 kilometer sydost om provinshuvudstaden Nanchang. Antalet invånare är 35 209. Befolkningen består av 16 961 kvinnor och 18 248 män. Barn under 15 år utgör 22,0 %, vuxna 15-64 år 67 %, och äldre över 65 år 10,0 %.
Runt Wengang är det tätbefolkat, med 493 invånare per kvadratkilometer. Närmaste större samhälle är Jinxianxian, 17,6 km nordost om Wengang. Trakten runt Wengang består till största delen av jordbruksmark.
Genomsnittlig årsnederbörd är 2 304 millimeter. Den regnigaste månaden är juni, med i genomsnitt 441 mm nederbörd, och den torraste är oktober, med 23 mm nederbörd.